# Franco Di Mare
Francesco Di Mare, más conocido como Franco Di Mare (Nápoles, 28 de julio de 1955 - Roma, 17 de mayo de 2024), fue un periodista y presentador de televisión italiano.

## Biografía
Crecido en Posillipo, Di Mare se graduó en Ciencias Políticas en la Universidad de Nápoles Federico II. Fue un periodista profesional desde 1983, iniciando su carrera en la redacción napolitana de L'Unità. En 1991 se incorporó en la RAI, donde trabajó como enviado para el noticiario TG2 de RAI 2 sobre la Guerras Yugoslavas. Fue un enviado de las principales áreas de África y América Central.
En 2002, siempre por la Rai se trasladó al noticiario TG1 de Rai 1, donde como corresponsal de guerra siguió los conflictos de los últimos veinte años de: Bosnia, Kosovo, Somalia, Mozambique, Argelia, Albania, Etiopía, Eritrea, Ruanda, la primera y la segunda guerra del Golfo, Afganistán, Timor Oriental, Oriente Medio y América Latina. Durante su carrera periodística se vio involucrado en la política internacional como corresponsal cubriendo los golpes de Estado fallidos en América Latina, y las campañas presidenciales en Estados Unidos, Francia, Bulgaria y Argelia. También se ocupó de crimen organizado italiano e internacional.
En 2003 para el canal de televisión Rai 1 se convirtió en presentador. Condujo el programa matutino Uno Mattina hasta 2019.

## Libros
- 2009 - Il cecchino e la bambina (Rizzoli)
- 2011 - Non chiedere perché (Rizzoli)
- 2012 - Casimiro Roléx (Cairo Editore)
- 2012 - Il paradiso dei diavoli (Rizzoli)
- 2015 -  Il caffè dei miracoli (Rizzoli)
- 2017 - Il teorema del babà (Rizzoli)
- 2018 - Barnaba il mago (Rizzoli)
- 2024 - Le parole per dirlo. La guerra fuori e dentro di noi (SEM)